# Epiplatys sexfasciatus togolensis
Epiplatys sexfasciatus togolensis is een ondersoort van de straalvinnige vissen uit de familie van de killivisjes (Nothobranchiidae). De wetenschappelijke naam van de soort is voor het eerst geldig gepubliceerd in 1971 door Loiselle.